# Conseil départemental de la Nièvre
Le conseil départemental de la Nièvre est l'assemblée délibérante du département français de la Nièvre, collectivité territoriale décentralisée. Son siège se trouve à Nevers.

## Le président
Depuis 2021, le président du conseil départemental de la Nièvre est Fabien Bazin (d) (PS).

### Liste des présidents
- Guillaume Tollet, évêque constitutionnel de Nevers (1792)
- Charles Martin, Conservateur (1871-1881 puis 1887-1894)
- Sylvestre Hérisson, Républicain, Franc-maçon et libre penseur (1881-1887)
- Jean Turigny, Radical-socialiste et libre-penseur (1894-1895)
- Charles Maringe, Républicain modéré (1895)
- Alphonse Paillard, Radical-socialiste (1898)
- Charles Marie Stephen Le Peletier d'Aunay, Radical-socialiste (1901-1918)
- Eugène Brouillet, Doyen, Bloc national (1919-1922)
- François Gay, Radical-socialiste (1922-1924 puis 1928-1934)
- Jean Locquin, Socialiste SFIO (1924-1928)
- Marcel Lebœuf, Républicain modéré (1934-1940)

| Période                            | Période                      | Identité                     | Étiquette                    | Étiquette                    |
| Président du conseil général       | Président du conseil général | Président du conseil général | Président du conseil général | Président du conseil général |
| ---------------------------------- | ---------------------------- | ---------------------------- | ---------------------------- | ---------------------------- |
| 1945                               | 1949                         | Charles Chaigneau            |                              | DVD                          |
| 1949                               | 1964                         | Robert Guény                 |                              | CNIP                         |
| 1964                               | 1981                         | François Mitterrand          |                              | CIR puis PS                  |
| 1981                               | 1986                         | Noël Berrier                 |                              | PS                           |
| 1986                               | 2001                         | Bernard Bardin               |                              | PS                           |
| 2001                               | 2011                         | Marcel Charmant              |                              | PS                           |
| 2011                               | 2015                         | Patrice Joly                 |                              | PS                           |
| Président du conseil départemental |                              |                              |                              |                              |
| 2015                               | 2017                         | Patrice Joly                 |                              | PS                           |
| 2017                               | 2021                         | Alain Lassus (d)             |                              | PS                           |
| 2021                               | En cours                     | Fabien Bazin (d)             |                              | PS                           |

## Composition de l'organe exécutif du conseil départemental

### Les vice-présidents et conseillers délégués actuels (2021 - 2027)
L’institution compte actuellement neuf vice-présidents et quatre conseillers délégués qui se répartissent les compétences du conseil départemental :
- Blandine Delaporte, 1re vice-présidente chargée des transitions, du fonds d’innovation et d’investissement territorial et du dialogue avec les habitants.
- Alain Herteloup, 2e vice-président chargé des infrastructures, des bâtiments et des déplacements.
- Jocelyne Guérin, 3e vice-présidente chargée de l’aménagement, de la dynamique et de l’accompagnement des territoires.
- Wilfrid Séjeau, 4e vice-président chargé des collèges et de l’éducation, de la culture, de la jeunesse et de l’enseignement supérieur.
- Justine Guyot, 5e vice-présidente chargée de l’autonomie, de la cohésion sociale et de la santé.
- Daniel Barbier, 6e vice-président chargé des finances, des achats et des fonds européens.
- Joëlle Julien, 7e vice-présidente chargée de l’administration générale, des ressources humaines et du dialogue social.
- Lionel Lécher, 8e vice-président chargé des relations avec le monde associatif et des sports.
- Michèle Dardant, 9e vice-présidente chargée de l'enfance.

Le président du département a trois conseillers délégués :
- Michel Mulot, délégué à la présidence du SDIS (service départemental d'incendie et de secours).
- Jean-Paul Fallet, délégué à l’habitat et à l’économie sociale et solidaire.
- Éliane Desabre, déléguée à la prévention spécialisée.

La vice-présidente chargée de l’aménagement, de la dynamique et de l’accompagnement des territoires a deux conseillers délégués :
- Martine Gaudin, déléguée à l'attractivité.
- Thierry Guyot, délégué à l'agriculture et l'alimentation de proximité.

La vice-présidente chargée de l'autonomie, de la cohésion sociale et de la santé a une conseillère déléguée : 
- Maryse Augendre, déléguée au handicap.

### Les conseillers départementaux (2017-2021)
Le conseil départemental de la Nièvre comprend 34 conseillers départementaux issus des 17 cantons de la Nièvre.
Avant les élections de 2021, le Conseil départemental de la Nièvre est présidé par Alain Lassus (d) (PS). 
Il comprend 34 conseillers départementaux issus des 17 cantons de la Nièvre. 
|                                    |       |       |      |                     |
| Président du Conseil départemental |       |       |      |                     |
| Alain Lassus (PS)                  |       |       |      |                     |
| Parti                              | Sigle | Sigle | Élus | Groupes             |
| Majorité (20 sièges)               |       |       |      |                     |
| Divers gauche                      |       | DVG   | 10   | Vivre la Nièvre     |
| Parti socialiste                   |       | PS    | 8    | Vivre la Nièvre     |
| Génération.s                       |       | G.s   | 2    | Vivre la Nièvre     |
| Minorité (4 sièges)                |       |       |      |                     |
| Divers droite                      |       | DVD   | 4    | La Nièvre pour tous |
| Opposition (10 sièges)             |       |       |      |                     |
| Divers droite                      |       | DVD   | 8    | La Nièvre s'engage  |
| Les Républicains                   |       | LR    | 2    | La Nièvre s'engage  |

## Budgets de fonctionnement

### Budget 2010
Le conseil général de la Nièvre a en 2010 un budget de 294,86 millions d'euros :
| Domaines                                          | Dépenses                | Pourcentage |
| ------------------------------------------------- | ----------------------- | ----------- |
| Solidarité et Action sociale                      | 145,98 millions d'euros | 51 %        |
| Réseaux et Infrastructures                        | 36,37 millions d'euros  | 12 %        |
| Aménagement et Environnement                      | 8,88 millions d'euros   | 3 %         |
| Transports                                        | 12,61 millions d'euros  | 4 %         |
| Développement économique                          | 5,81 millions d'euros   | 2 %         |
| Services généraux                                 | 48,24 millions d'euros  | 16 %        |
| Sécurité                                          | 8,65 millions d'euros   | 3 %         |
| Enseignement                                      | 16,15 millions d'euros  | 5 %         |
| Culture, Vie sociale, Jeunesse, Sports et loisirs | 9,03 millions d'euros   | 3 %         |
| Prévention médico-sociale                         | 3,14 millions d'euros   | 1 %         |

### Budget 2009
Le conseil général de la Nièvre a en 2009 un budget de près de 302,3 millions d'euros.

### Budget 2008
Le conseil général de la Nièvre a en 2008 un budget de 305,15 millions d'euros :
| Domaines                                          | Dépenses               |
| ------------------------------------------------- | ---------------------- |
| Solidarité et Aide sociale                        | 134,3 millions d'euros |
| Infrastructures et Réseaux                        | 48,8 millions d'euros  |
| Aménagement et Environnement                      | 9,2 millions d'euros   |
| Transports                                        | 12,2 millions d'euros  |
| Développement économique                          | 9,2 millions d'euros   |
| Services généraux                                 | 48,8 millions d'euros  |
| Sécurité                                          | 9,2 millions d'euros   |
| Enseignement                                      | 18,3 millions d'euros  |
| Culture, Vie sociale, Jeunesse, Sports et loisirs | 9,2 millions d'euros   |
| Prévention médico-sociale                         | 3,1 millions d'euros   |

### Budget 2007
Le conseil général de la Nièvre a en 2007 un budget de 292,7 millions d'euros :
| Domaines                            | Dépenses              |
| ----------------------------------- | --------------------- |
| Solidarité – Aide sociale           | 134 millions d'euros  |
| Infrastructures                     | 38,4 millions d'euros |
| Sécurité                            | 10,7 millions d'euros |
| Agriculture                         | 1,8 million d'euros   |
| Tourisme-Habitat                    | 3,6 millions d'euros  |
| Environnement-Développement durable | 1,9 million d'euros   |
| Culture et patrimoine               | 3,6 millions d'euros  |
| Économie et emploi                  | 3,2 millions d'euros  |
| Haut débit et territoires           | 8,2 millions d'euros  |
| Éducation                           | 25 millions d'euros   |
| Jeunesse et sports                  | 6,3 millions d'euros  |

### Budget d'investissement
- 2005 : xx millions d'euros
- 2006 : xx millions d'euros
- 2007 : xx millions d'euros
- 2008 : 73,3 millions d'euros[4]
- 2009 : xx millions d'euros
- 2010 : 42,8 millions d'euros[2]

## Identité visuelle

Logo de 2001 à 2011
Logo de 2011 à 2015
Logo de 2015 à 2018
Logo depuis fin 2018